# 科伊科伊人

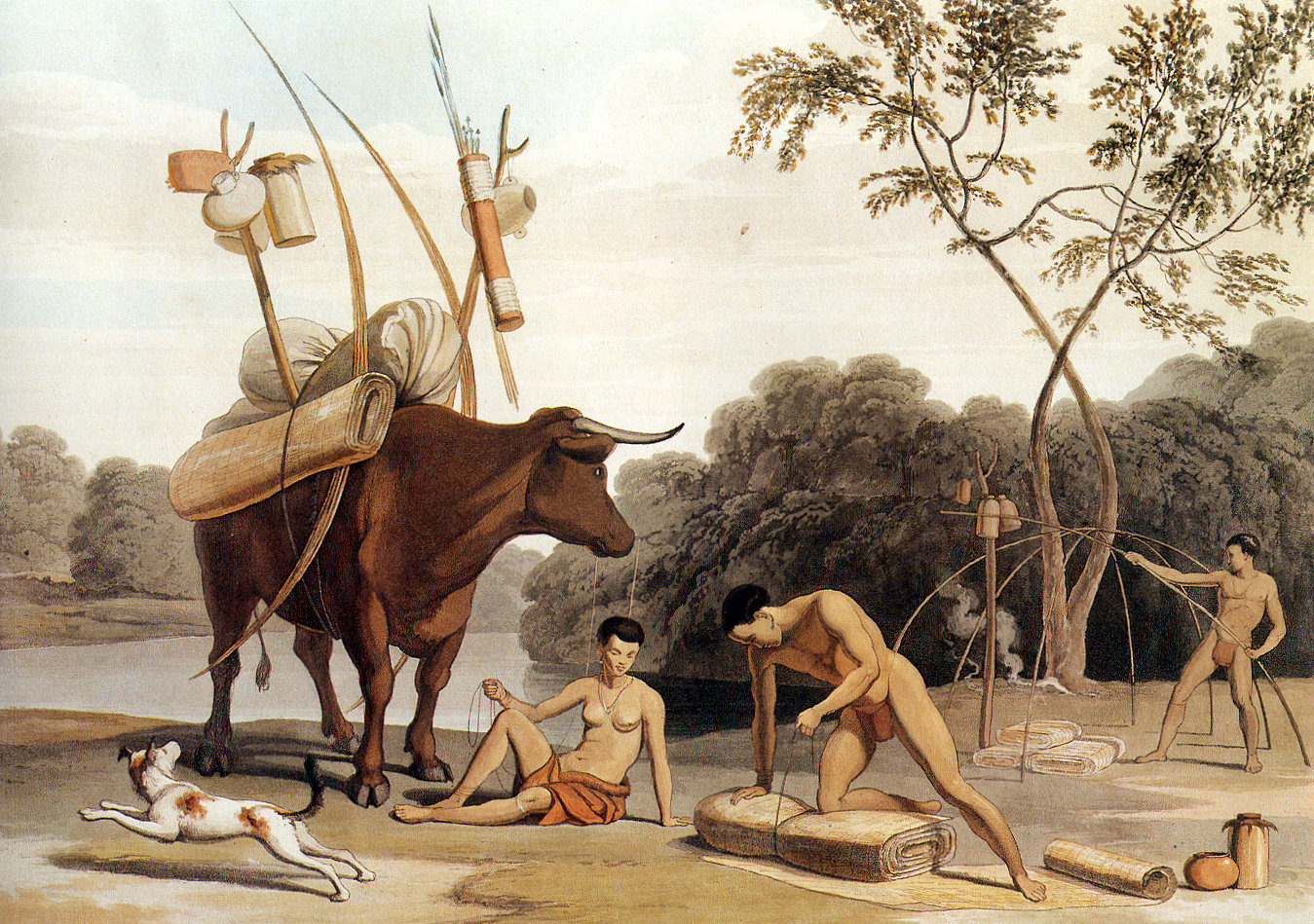
1805年塞缪尔·丹尼尔以凹版腐蚀制版法制作的作品，表现科伊科伊人正在拆除他们的木屋，准备转移到新的草场的情况。

科伊科伊人（Khoikhoi，意为一般人），又称胡维（Khoi），是科伊桑人下的一个同种同文化的民族，非洲西南部的本土人，与桑人联系紧密。科伊科伊人从5世纪开始在非洲生活，1652年欧洲殖民统治当地开始，在好望角植物区从事畜牧业。当时欧洲人将他们称作发音类似当地科伊桑诸语言的霍屯督人或何騰托人，但这一称谓在今天被认为含有贬义。

## 文化
科伊科伊人原始宗教给月亮一个特别的意义，它可能已被视为上帝在天上的身体表现。近期，纳米比亚的科伊科伊人有的改信伊斯兰教。